# Partido Comunista de Japón
El Partido Comunista de Japón (日本共産党 Nihon Kyōsantō?,  abreviado PCJ por sus siglas en español) es un partido político japonés, fundado el 15 de julio de 1922.

Símbolo electoral del Partido Comunista de Japón.

El PCJ aboga por el establecimiento de una sociedad basada en el socialismo, la democracia, la paz y su oposición al militarismo. Se propone alcanzar sus objetivos mediante el trabajo dentro de un marco democrático, a fin de lograr sus objetivos, mientras lucha contra lo que describen como "el imperialismo y su aliado subordinado, el capital monopolista". El Partido no aboga por la revolución violenta y en cambio propone una "revolución democrática" para conseguir "cambios democráticos en la política y la economía", y la completa restauración de la soberanía nacional de Japón, ya que considera que esta se ve infringida por la alianza de seguridad que Japón mantiene con EE. UU..
Después de la elección general más reciente, celebrada el 22 de octubre de 2017, actualmente los comunistas japoneses tienen 12 escaños en la Cámara de Representantes y 14 escaños en la Cámara de Consejeros después de las elecciones del 10 de julio de 2016. En las elecciones locales de 2015, el PCJ se convirtió en el principal partido de la oposición en Japón a nivel local.

## Historia

### Fundación y primeros años

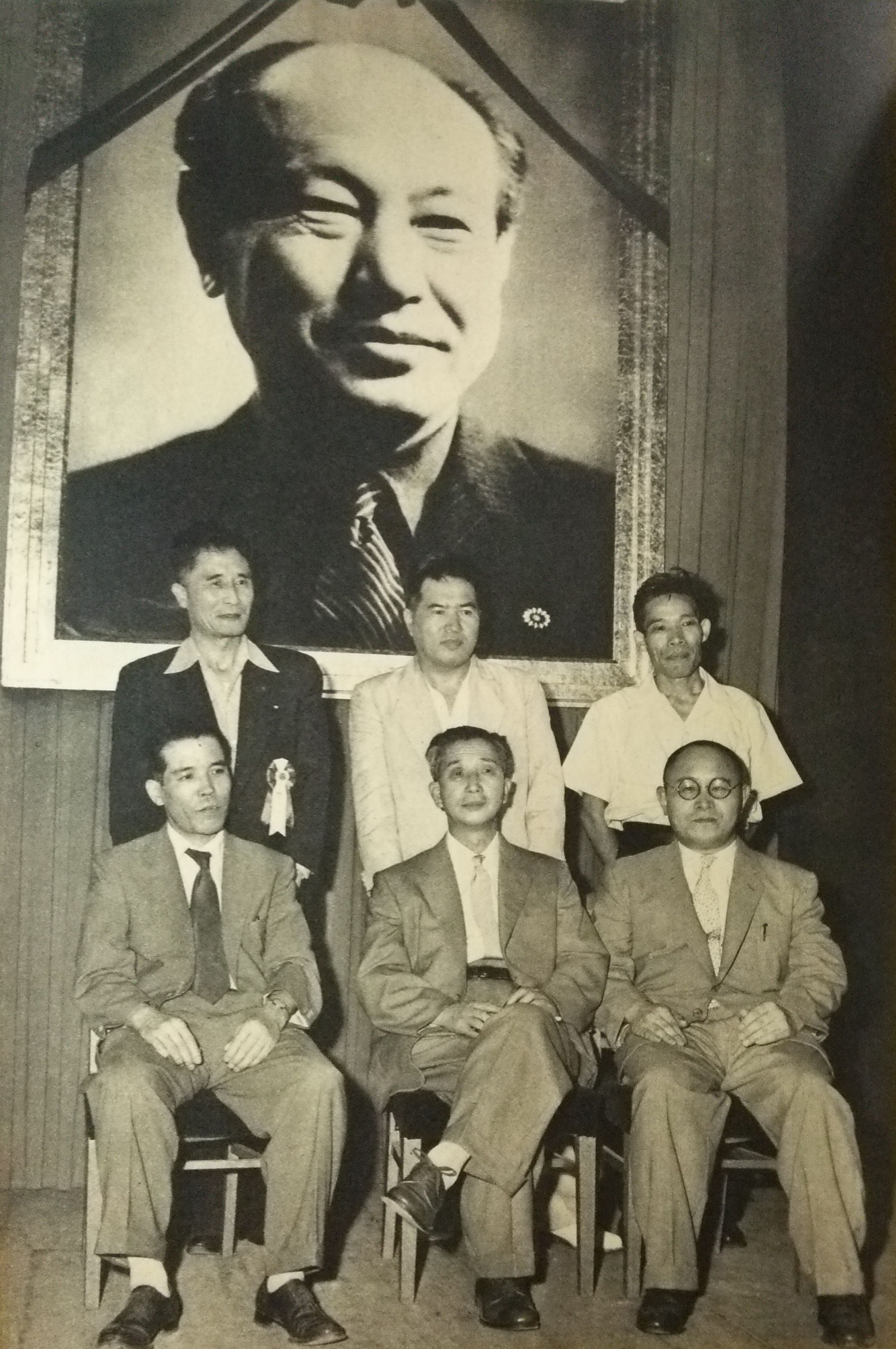
Líderes comunistas junto al retrato del difunto Kyuichi Tokuda (1955).

El Partido Comunista de Japón fue creado el 15 de julio de 1922 después de varios intentos fallidos de fundar un partido comunista en tierras niponas. Hitoshi Yamakawa, Kyuichi Tokuda, Toshihiko Sakai, Sanzō Nosaka y Sen Katayama estuvieron entre los fundadores del PCJ. El Partido Comunista de Japón fue ilegalizado muy pronto y permaneció en la clandestinidad hasta el final de la Segunda Guerra Mundial. De acuerdo con Andrew Roth, el PCJ no permitió que se reclutara nuevos militantes fuera del propio Japón.
Hacia 1924 la intensa represión policial había dejado completamente desorganizado al PCJ, aunque para 1925 fue reconstituido debido a la insistencia del Komintern para restablecer el partido. Después de 1928 el gobierno endureció su vigilancia y su represión, infiltrando espías en casi todas las ramas operativas del Partido Comunista de Japón. Tras la oleada de arrestos masivos el 16 de abril de 1929, el PCJ quedó prácticamente desarticulado. Una vez más, el partido tuvo que ser reconstruido desde sus cenizas, pero esta vez corrió a cuenta de cuadros inexpertos y muy jóvenes. A diferencia con sus anteriores militantes, la membresía del Partido en esta época destacó por su extremismo izquierdista, consecuencia de la represión y la clandestinidad.
El PCJ se opuso a la invasión japonesa de Manchuria que tuvo lugar en septiembre de 1931, en contra del apoyo general que la invasión tuvo dentro del propio Japón. La guerra de Manchuria inspiró nuevas acciones de activismo político antimilitarista. Por ejemplo, entre el 18 de septiembre y el 31 de octubre de 1931 el PCJ y sus organizaciones afines llevaron a cabo 262 acciones en contra de la guerra, principalmente el reparto de panfletos antibelicistas. Incluso durante un corto período, los comunistas hicieron grandes esfuerzos para organizar la distribución de propaganda antimilitarista dentro del Ejército Imperial Japonés. Consecuencia directa de esta creciente actividad, en octubre de 1932 el Gobierno japonés emprendió una serie de grandes redadas que se saldaron con la detención de 12.622 presuntos comunistas, constituyendo la segunda mayor ofensiva policial contra el PCJ desde los hechos de 1928. El número de actos organizados por los comunistas cayó dramáticamente y los trabajadores rechazaban las proclamas antiimperialistas en favor del mensaje nacionalista que propagaban los líderes sindicales.
A finales de 1933 dos miembros del Comité Central del PCJ llamados Oizumi Kenzo y Obata Tatsuo fueron interrogados por otros integrantes del Partido durante las investigaciones que el propio PCJ realizó para indagar sobre si eran informantes de la temible Kenpeitai. Obata murió como consecuencia de las torturas, pero Oizumi logró escapar y se entregó a la policía. Durante el posterior juicio se reveló que Oizumi había trabajado para el Tokkō, la policía secreta japonesa. La prensa de la época calificó el incidente como el "Linchamiento Rojo".
Tras el arresto de Hakamada Satomi, un destacado miembro del Comité Central del PCJ, en marzo de 1935, la actividad del partido prácticamente cesó, ya que las pequeñas bolsas de militantes que continuaron existiendo quedaron desconectadas de la Komintern y sin una dirección central en el propio partido.

### Período de posguerra

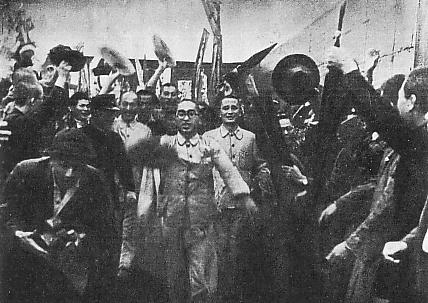
Puesta en libertad de los presos comunistas (octubre de 1945).

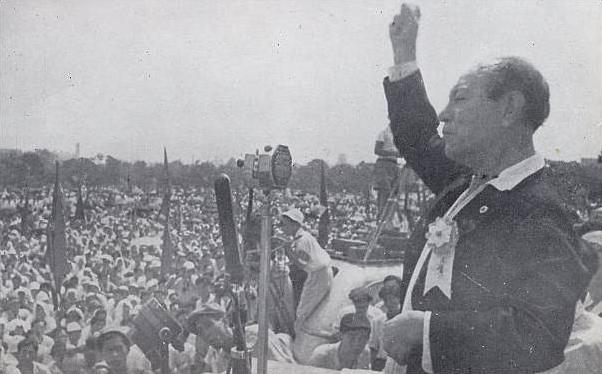
Kyuichi Tokuda arengando al público durante un mitin (1946).

Tras el final de la Segunda Guerra Mundial, con la derrota y la subsiguiente ocupación estadounidense de Japón, el Partido Comunista Japonés fue legalizado por primera vez y sus militantes encarcelados fueron puestos en libertad. Un año después, el partido pudo concurrir a las elecciones generales de 1946, logrando obtener 6 diputados en la Cámara de Representantes. Inicialmente el Comandante Supremo de las Fuerzas Aliadas (CSFA) consideró al PCJ como un potencial aliado en la lucha contra los militaristas y la "vieja guardia". El CSFA incluso promovió las reuniones de los partidos políticos. Sin embargo, la relación entre el PCJ y las autoridades ocupantes no tardó mucho tiempo en verse tensada tras el comienzo de la Guerra fría y el comienzo de la "Purga roja" en Japón. La creciente actividad del PCJ también alejó al partido de las autoridades ocupantes.
A excepción de los 35 diputados (casi un 10% de los votos) obtenidos en las elecciones de 1949, durante los siguientes años el Partido Comunista tuvo una pequeña representación en la Cámara de Representantes. Esta situación se vio influida en buena medida por la represión anticomunista que en 1950 desató el comandante supremo norteamericano Douglas MacArthur sobre los comunistas japoneses; consecuencia de esta represión incluso el Secretario general Kyuichi Tokuda hubo de exiliarse en China, donde fallecería poco después. MacArthur también expulsó a un buen número de parlamentarios comunistas que habían sido elegidos para la Cámara de Representantes en 1946. En las elecciones de 1952 el partido quedó fuera del parlamento y debilitado internamente.
Durante la Guerra fría el PCJ se caracterizó siempre por su independencia ideológica en comparación con otros partidos comunistas, generalmente subordinados a la Unión Soviética. Fue notable también su oposición a la intervenciones soviéticas en Checoslovaquía (1968) y Afganistán (1979). Y aunque los comunistas japoneses no tomaron partido durante la ruptura sino-soviética en 1965, dentro del partido esta ruptura desencadenó numerosos conflictos que afectaron a su eficacia y rendimiento.
A mediados de la década de 1960 el Departamento de Estado de los Estados Unidos estimó la membresía del partido en alrededor de 120.000 militantes (0.2% de la población en edad de trabajar). Tras el final de la ocupación estadounidense, el PCJ mantuvo una postura totalmente contraria al Tratado de Cooperación y Seguridad Mutua entre los Estados Unidos y Japón, y posteriormente en contra de la intervención norteamericana en la Guerra de Vietnam. Durante los años 1970 el partido obtuvo nuevamente buenos resultados electorales, recibiendo más del 10% de los votos y una treintena de diputados. El PCJ fue uno de los partidos que se opuso a la privatización de los Ferrocarriles Nacionales Japoneses, durante el gobierno conservador de Yasuhiro Nakasone.
Desde el colapso del Partido Socialista de Japón (sucedido por el actual Partido Socialdemócrata), que llegó a ser el principal partido de la oposición, y el surgimiento en 1998 del Partido Democrático de Japón, principal fuerza opositora (la cual no se diferencia mucho del largamente gobernante Partido Liberal Democrático), los votantes de izquierda se han visto más inclinados a votar a los comunistas, experimentando así el PCJ un aumento de sus representantes, tanto a nivel nacional como a nivel local y de prefectura.
A diferencia de otros partidos comunistas, tras la caída de la Unión Soviética el PCJ no se ha visto especialmente afectado y en la actualidad sigue manteniendo una cierta relevancia política. En las elecciones locales de 2015 el PCJ se convirtió en el principal partido de la oposición en Japón a nivel local, por detrás del Partido Liberal Demócrata (PLD).

## Políticas

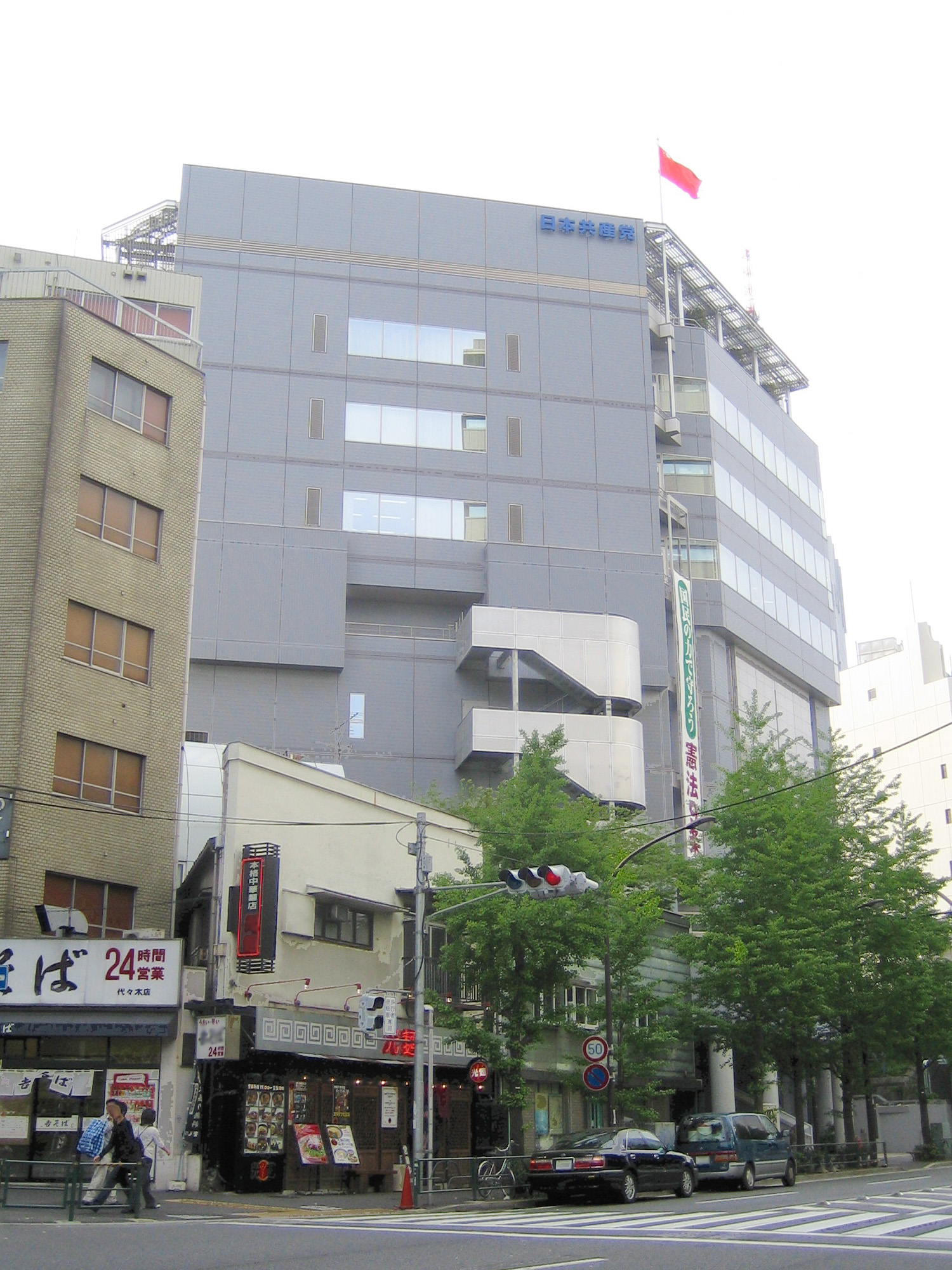
Sede nacional del Partido Comunista Japonés, en el distrito de Shibuya, en Tokio.

En el artículo 2 de sus estatutos afirma: 

El Partido Comunista Japonés es el partido político de la clase obrera japonesa y del pueblo japonés. Sus puertas están abiertas a todo aquel que está dispuesto a trabajar para la democracia, la independencia nacional, la paz, el mejoramiento de nivel de vida y un futuro progresista para Japón. Basándose en el principio de que "el pueblo es soberano", el Partido es consciente desde su fundación de su responsabilidad en la lucha por hacer realidad los intereses apremiantes del pueblo, promover el progreso social y jugar un papel progresista e indomable en la sociedad japonesa. Su objetivo final es hacer realidad una comunidad de relaciones humanas verdaderamente iguales y libres, sin explotación del hombre por el hombre, y libre de toda forma de opresión o guerra. El Partido adopta el socialismo científico como su base teórica.[cita requerida]

Se organiza, como casi todos los partidos comunistas del mundo, bajo el principio del centralismo democrático.
El PCJ aspira a lograr una sociedad socialista basada en la democracia y la paz para avanzar hacia el comunismo en Japón.

### Política exterior
El PCJ busca la creación de un nuevo orden mundial basado en el respeto a la soberanía de los países, reconociendo a Japón como un país no agresivo en sus relaciones internacionales y aspirando a que se guíe por el principio de la "no intervención". También ha llamado a reforzar las relaciones con las demás naciones asiáticas y a dejar de privilegiar las relaciones con el G8, en especial con Estados Unidos. Sobre esta línea política los comunistas han expresado que la condición para las relaciones de Japón con las naciones asiáticas es el arrepentimiento y el ofrecimiento de disculpas por las deshonrosas acciones japonesas durante la Segunda Guerra Mundial.
Con respecto a Corea del Norte, otro de los aspectos prioritarios de la política exterior japonesa, el PCJ ha auspiciado una política de entendimiento y diálogo de cara al programa nuclear de Pionyang.[cita requerida]
El partido apoya las disputas territoriales de Japón en las islas Kuriles, Senkaku y Takeshima.

### Antimilitarismo

Bandera del Partido Comunista Japonés.

Habiéndose reorganizado rápidamente después de la derrota japonesa en la Segunda Guerra Mundial, uno de los signos distintivos de la política del PCJ ha sido el antimilitarismo y la negativa a la presencia de bases militares estadounidenses en suelo japonés, llamando al pueblo a alcanzar la "completa restauración de la soberanía nacional", que los comunistas consideran disminuida por su actual alianza militar con Estados Unidos (existen cerca de 130 bases militares norteamericanas en Japón, siendo la de Okinawa la más grande de Asia).
Sobre esta misma línea política los comunistas se oponen también al desarrollo de un programa nuclear de Defensa, así como a la formación de otras alianzas militares. Además, se opone a cualquier reforma al artículo 9 de la Constitución japonesa, que prohíbe al Gobierno emprender guerras en el extranjero, y también la defensa del principio de que "el poder soberano reside en el pueblo".

### Otras políticas
En lo referente al terrorismo el PCJ ha expresado que el mejor medio para combatirlo es a través de la acción coordinada de las naciones a través de la ONU, argumentando que librar una guerra contra el terrorismo "produce una brecha en la colaboración internacional, lo que en consecuencia fortalece al terrorismo".
Los comunistas japoneses han estado siempre en contra de la monarquía y han abogado por la instauración de una República Japonesa. Sin embargo, de un tiempo a esta parte han manifestado no tener objeciones contra la figura del emperador siempre que éste tenga un papel meramente ceremonial y no ejerza poder alguno.

## Relevancia
El PCJ es uno de los mayores partidos comunistas del mundo (sin contar los de países donde el comunista es partido único), con alrededor de 400.000 afiliados divididos en 24 000 agrupaciones por todo el país.
Para los comicios de la Cámara de Consejeros del 29 de julio de 2007, el PCJ escogió como bandera de campaña la oposición a la reforma de la Constitución, especialmente del polémico artículo 9, así como la lucha contra la pobreza, sin dejar de lado el tema de las pensiones para los jubilados.
Actualmente cuenta con 11 escaños en la Cámara de Consejeros y con 8 en la Cámara de Representantes, además de varios representantes municipales.

## Resultados electorales

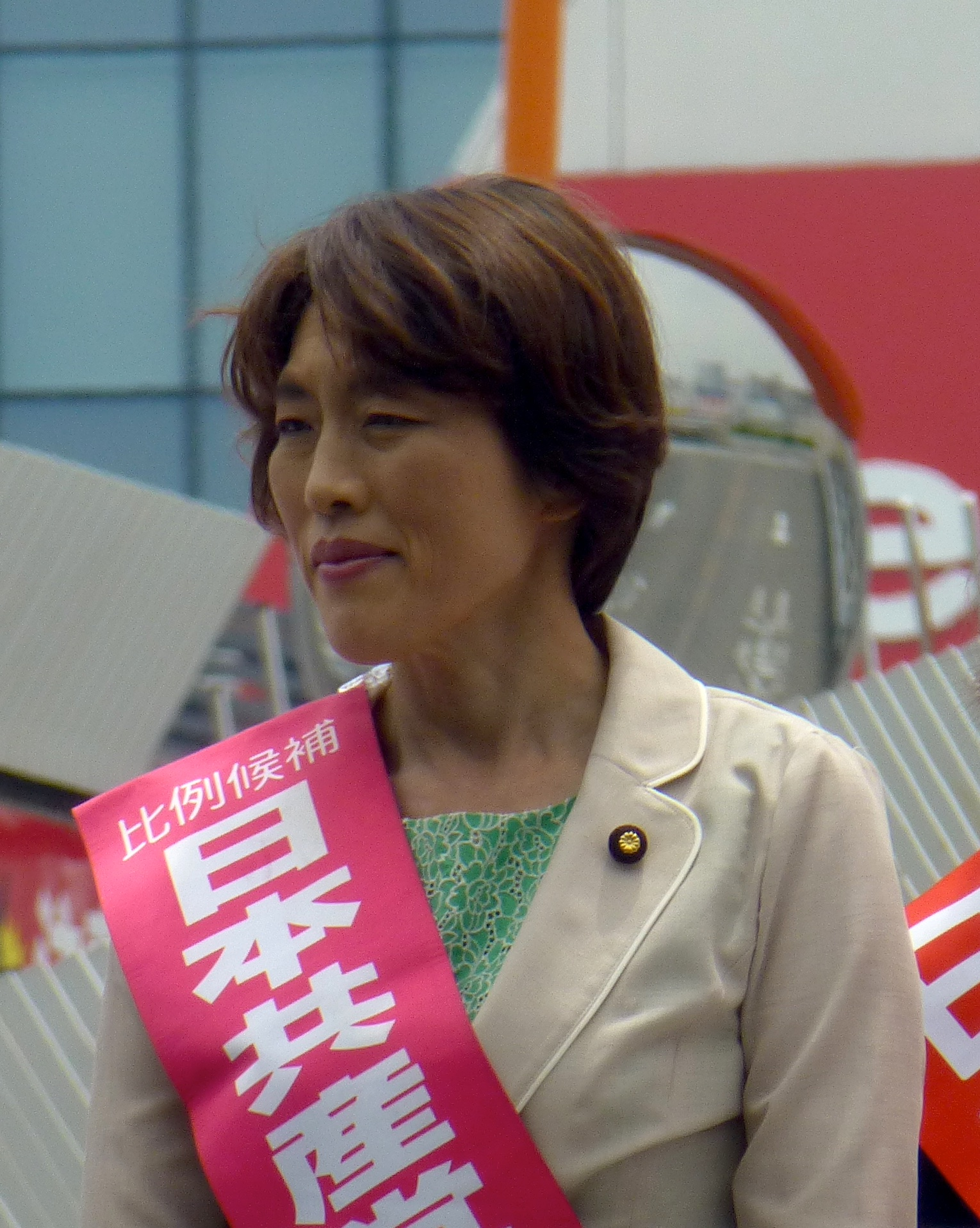
Tomoko Tamura es la presidenta del Partido Comunista Japonés desde 2024.

### Cámara de Representantes
| Elecciones | Líder          | # de votos     | % de votos | # de escaños | ±-          |
| ---------- | -------------- | -------------- | ---------- | ------------ | ----------- |
| 1946       | Kyuichi Tokuda | 2.135.757 (#5) | 3,85       | 5/468        |             |
| 1947       | Kyuichi Tokuda | 1.002.883 (#5) | 3,67       | 4/466        | 1           |
| 1949       | Kyuichi Tokuda | 2.984.780 (#4) | 9,76       | 35/466       | 31          |
| 1952       | Kyuichi Tokuda | 896.764 (#5)   | 2,54       | 0/466        | 35          |
| 1953       | Sanzō Nosaka   | 655.990 (#6)   | 1,90       | 1/466        | 1           |
| 1955       | Sanzō Nosaka   | 733.121 (#5)   | 1,98       | 2/467        | 1           |
| 1958       | Sanzō Nosaka   | 1.012.035 (#3) | 2,55       | 1/467        | 1           |
| 1960       | Kenji Miyamoto | 1.156.723 (#4) | 2,93       | 3/467        | 2           |
| 1963       | Kenji Miyamoto | 1.646.477 (#4) | 4,01       | 5/467        | 2           |
| 1967       | Kenji Miyamoto | 2.190.564 (#5) | 4,76       | 5/486        | Sin cambios |
| 1969       | Kenji Miyamoto | 3.199.032 (#5) | 6,81       | 14/486       | 9           |
| 1972       | Kenji Miyamoto | 5.496.827 (#3) | 10,49      | 38/491       | 24          |
| 1976       | Kenji Miyamoto | 5.878.192 (#4) | 10,38      | 17/511       | 21          |
| 1979       | Kenji Miyamoto | 5.625.527 (#3) | 10,42      | 39/511       | 22          |
| 1980       | Kenji Miyamoto | 5.803.613 (#3) | 9,83       | 29/511       | 10          |
| 1983       | Tetsuzo Fuwa   | 5.302.485 (#4) | 9,34       | 26/511       | 3           |
| 1986       | Tetsuzo Fuwa   | 5.313.246 (#4) | 8,79       | 26/512       | Sin cambios |
| 1990       | Tetsuzo Fuwa   | 5.226.987 (#4) | 7,96       | 16/512       | 10          |
| 1993       | Tetsuzo Fuwa   | 4.834.587 (#6) | 7,70       | 15/511       | 1           |
| 1996       | Tetsuzo Fuwa   | 7.268.743 (#4) | 13,08      | 26/500       | 11          |
| 2000       | Tetsuzo Fuwa   | 6.719.016 (#4) | 11,23      | 20/480       | 6           |
| 2003       | Kazuo Shii     | 4.586.172 (#4) | 7,76       | 9/480        | 11          |
| 2005       | Kazuo Shii     | 4.919.187 (#4) | 7,25       | 9/480        | Sin cambios |
| 2009       | Kazuo Shii     | 4.943.886 (#4) | 7,03       | 9/480        | 0           |
| 2012       | Kazuo Shii     | 3.689.159 (#7) | 6,13       | 8/480        | 1           |
| 2014       | Kazuo Shii     | 6.062.962 (#5) | 11,37      | 21/475       | 13          |
| 2017       | Kazuo Shii     | 4.404.081 (#5) | 7,90       | 12/465       | 9           |
| 2021       | Kazuo Shii     | 4.166.076 (#5) | 7,25       | 10/465       | 2           |
| 2024       | Tomoko Tamura  | 3 695 807      | 6,81       | 8/465        | 2           |

### Cámara de Consejeros
| Elecciones | Votos a nivel nacional | Votos a nivel nacional | Total        | Total |
| Elecciones | # de votos             | % de votos             | # de escaños | ±     |
| ---------- | ---------------------- | ---------------------- | ------------ | ----- |
| 1947       | 610.948                | 2,9                    | 4/250        |       |
| 1950       | 1.333.872              | 4,8                    | 4/260        | 0     |
| 1953       | 293.877                | 1,1                    | 2/260        | 2     |
| 1956       | 599.254                | 2,1                    | 2/254        | 0     |
| 1959       | 551.916                | 1,9                    | 3/254        | 1     |
| 1962       | 1.123.947              | 3,1                    | 4/254        | 1     |
| 1965       | 1.652.364              | 4,4                    | 6/254        | 2     |
| 1968       | 2.146.879              | 5,0                    | 7/251        | 1     |
| 1971       | 3.219.307              | 8,1                    | 10/251       | 3     |
| 1974       | 4.931.650              | 9,4                    | 19/260       | 9     |
| 1977       | 4 260 050              | 8,4                    | 16/252       | 3     |
| 1980       | 4 072 019              | 7,3                    | 12/252       | 4     |
| 1983       | 4 163 877              | 8,9                    | 14/252       | 2     |
| 1986       | 5 430 838              | 9,5                    | 16/252       | 2     |
| 1989       | 3 954 408              | 7,0                    | 14/252       | 2     |
| 1992       | 3 532 956              | 7,9                    | 11/252       | 3     |
| 1995       | 3 873 955              | 9,5                    | 14/252       | 3     |
| 1998       | 8 195 078              | 14,6                   | 23/252       | 9     |
| 2001       | 4 329 210              | 7,9                    | 20/247       | 3     |
| 2004       | 4.363.107              | 7,8                    | 9/242        | 11    |
| 2007       | 4.407.937              | 7,5                    | 7/242        | 2     |
| 2010       | 3.563.556              | 6,1                    | 6/242        | 1     |
| 2013       | 5.154.055              | 9,7                    | 11/242       | 5     |
| 2016       | 6.016.245              | 10,7                   | 14/242       | 3     |
| 2019       | 4.483.411              | 8,95                   | 13/245       | 1     |
| 2022       | 3 618 343              | 6,82                   | 11/248       | 2     |

## Líderes del Partido

### Directores generales (日本共産党総務主席幹事)
- Kanson Arahata (1922-1923)
- Toshihiko Sakai (1923- )

### Secretarios Generales
| # | Persona | Persona        | Período                                        | Notas                                                                     |
| - | ------- | -------------- | ---------------------------------------------- | ------------------------------------------------------------------------- |
| 1 |         | Kyuichi Tokuda | 3 de diciembre de 1945 - 14 de octubre de 1953 |                                                                           |
| 2 |         | Sanzō Nosaka   | 1955 - 1958                                    | Ejerce como "Primer Secretario" Presidente del Comité Central (1958-1982) |
| 3 |         | Kenji Miyamoto | 1 de agosto de 1958 - 7 de julio de 1970       |                                                                           |

### Presidentes del Partido
| # | Persona | Persona         | Período                                       | Notas                                     |
| - | ------- | --------------- | --------------------------------------------- | ----------------------------------------- |
| 1 |         | Kenji Miyamoto  | 7 de julio de 1970 - 31 de julio de 1982      | Presidente del Comité Central (1982-1997) |
| 2 |         | Tetsuzō Fuwa    | 31 de julio de 1982 - 29 de noviembre de 1987 |                                           |
| 3 |         | Hiromu Murakami | 29 de noviembre de 1987 - 29 de mayo de 1989  |                                           |
| 4 |         | Tetsuzō Fuwa    | 29 de mayo de 1989 - 24 de noviembre de 2000  | Presidente del Comité Central (2000-2006) |
| 5 |         | Kazuo Shii      | 24 de noviembre de 2000 - 18 de enero de 2024 |                                           |
| 6 |         | Tomoko Tamura   | 18 de enero de 2024 - actualidad              | Primera vez que una mujer ocupa el cargo  |

## Organización

### Periódico
El Shimbun Akahata (しんぶん赤旗) es el periódico del Partido Comunista Japonés. Akahata (赤旗) significa bandera roja en japonés. Fue fundado en 1928 y tiene una tirada diaria y semanal cercana a 1,6 millones de ejemplares. Tiene corresponsales en 9 ciudades fuera de Japón.

### Juventudes
La Liga de la Juventud Democrática de Japón es la organización juvenil vinculada al PCJ.